# Помічник (фільм)
«Помічник» (словац. Pomocník) — чехословацький словацькомовний драматичний фільм 1982 року режисера Зоро Загона з Ґабором Кончом, Ело Романчиком, Ілдіко Печі, Мартою Сладецьковою та Іваном Містріком у головних ролях. Фільм був обраний чехословацьким кандидатом на найкращий фільм іноземною мовою на 55-й церемонії вручення премії Оскар, але не був прийнятий.

## Акторський склад
- Ґабор Конч — Валент Ланцаріц
- Ело Романчик — Рєцан
- Ілдіко Печі — пані Рєцан
- Марта Сладецькова — Ева Рєцанова
- Іван Містрік — Добрік
- Мілан Кіс — Філадельфі
- Йозеф Ропоґ — Торок
- Гана Тальпова — Вільма
- Юліус Сатінський — доктор Бєлік